# Náhodná procházka

Zobrazení osmi náhodných procházek v jedné dimenzi začínajících v 0. Graf ukazuje pozici (svislá osa) v časových krocích (vodorovná osa).

Náhodná procházka je v matematice a fyzice užívaná formalizace intuitivní myšlenky provádění náhodných kroků.
Každý další krok, obvykle stejné délky, je učiněn náhodným směrem. Někdy je také nazývána chůzí opilce.

## Jednorozměrná procházka
Speciálním případem náhodné procházky je její jednorozměrná varianta. Simuluje případ, kdy chodec v každém kroku může po přímé cestě udělat s pravděpodobností p krok vpřed a 1 – p krok vzad. Střední vzdálenost od počátečního bodu při p=0,5 konverguje pro procházku tohoto typu k {\displaystyle {\sqrt {2n \over \pi }}\approx 0.8{\sqrt {n}}}, kde n je počet kroků jednotkové délky.

## Vztah k Brownovu pohybu
Brownův pohyb je limita náhodné procházky. Čili náhodná procházka se s délkou kroku blížící se nule blíží k Brownovu pohybu.